# Faïna Mel'nyk
Faïna Hryhorivna Mel'nyk, coniugata Veljeva (in ucraino Фаїна Григорівна Мельник-Велєва?, in russo Фаина Григорьевна Мельник-Велева?, Faina Grigor'evna Mel'nik-Veleva; Bakota, 9 giugno 1945 – Mosca, 16 dicembre 2016), è stata una discobola e pesista sovietica, campionessa europea nel 1971 e 1974 e campionessa olimpica del lancio del disco a Monaco nel 1972.

## Biografia
È stata la maggior discobola al mondo negli anni '70. Salì alla ribalta internazionale vincendo il titolo di campionessa europea nel 1971 a Helsinki stabilendo il record del mondo con 64,22 m. L'anno seguente dominò la finale olimpica di Monaco battendo per tre volte il record olimpico e facendo segnare il nuovo record del mondo con l'ultimo lancio (66,62 m). Vinse le Universiadi del 1973 e il suo secondo campionato europeo a Roma l'anno seguente lanciando a 69 metri esatti. Il 28 agosto 1975, a Zurigo, fu la prima donna al mondo a superare i 70 metri (70,20) e l'anno seguente portò il suo primato a 70,50 m. Nel 1976 fu solo quarta alle Olimpiadi di Montreal, ma nel 1977 vinse la prima edizione della Coppa del mondo a Düsseldorf. Successivamente iniziò il suo declino: ai campionati europei di Praga 1978 non andò oltre il quinto posto: concluse la carriera agonistica partecipando alla sua terza olimpiade, dove non riuscì a qualificarsi per la finale.
Era sposata con il discobolo bulgaro Velko Velev.

## Record nazionali

### Master M35
- Lancio del disco, 69,60 m ( Donec'k, 9 settembre 1980)

## Palmarès
| Anno | Manifestazione | Sede     | Evento           | Risultato | Misura  | Note                     |
| ---- | -------------- | -------- | ---------------- | --------- | ------- | ------------------------ |
| 1971 | Europei        | Helsinki | Lancio del disco | Oro       | 64,22 m |                          |
| 1972 | Olimpiadi      | Monaco   | Lancio del disco | Oro       | 66,62 m | Record olimpico          |
| 1973 | Universiadi    | Mosca    | Lancio del disco | Oro       | 64,54 m | Record delle Universiadi |
| 1974 | Europei indoor | Göteborg | Getto del peso   | 5ª        | 18,61 m |                          |
| 1974 | Europei        | Roma     | Lancio del disco | Oro       | 69,00 m | Record dei campionati    |
| 1976 | Olimpiadi      | Montréal | Lancio del disco | 4ª        | 66,40 m |                          |
| 1976 | Olimpiadi      | Montréal | Getto del peso   | 10ª       | 18,07 m |                          |
| 1978 | Europei        | Praga    | Lancio del disco | 5ª        | 62,30 m |                          |
| 1980 | Olimpiadi      | Mosca    | Lancio del disco | 16ª       | 53,76 m |                          |

## Altre competizioni internazionali
1975
- Oro al Weltklasse Zürich ( Zurigo), lancio del disco - 70,20 m